# آنجلو فورلان
آنجلو فورلان (ایتالیایی: Angelo Furlan؛ زادهٔ ۲۱ ژوئن ۱۹۷۷) دوچرخه‌سوار اهل ایتالیا است. وی در مسابقات تور دو فرانس و جیرو دیتالیا شرکت کرده است.